# 박기택
박기택(朴棋澤 또는 朴樭澤, 1968년 11월 10일 ~ )는 전 한국 프로 야구 쌍방울 레이더스와 해태 타이거즈의 외야수였다. 현 KBO 리그 심판위원으로 재직 중이다.
1991년에 프로 선수로 데뷔 4시즌 동안 94경기에 출전해 통산 178타수 23안타 타율 0.152를 기록했다.
1996년부터 한국야구위원회 심판으로 활동하고 있다.
2009년 6월 13일, 심판위원 중 25번째로 1000경기 출전을 달성하였다.
2010년 프로야구 우수 심판상을 수상한 바 있다.
그의 동생 박기복은 형과 같은 포지션인 외야수이었으며, 인하대학교를 졸업하고 롯데자이언츠에서 1993~1995년까지 뛰었다.

## 출신 학교
- 동산중학교
- 동산고등학교
- 인하대학교